# زتا بزغاله
زتا بزغاله یک ستاره است که در صورت فلکی بزغاله قرار دارد.